# Freziera caesariata
Freziera caesariata  es una especie de planta con flor en la familia Theaceae. 
Es endémica de Bolivia, confinada en varias localidades en el Departamento de La Paz.